# Goldene Tafel (Landesmuseum Hannover)
Die Goldene Tafel ist ein zweifach wandelbares Flügelaltarretabel, das in den ersten Jahrzehnten des 15. Jahrhunderts für den Neubau der Benediktinerabteikirche St. Michaelis in Lüneburg gefertigt wurde. Die erhaltenen vier Flügel des ehemaligen Hochaltaraufsatzes gehören heute zu den Hauptwerken der Mittelaltersammlung des Niedersächsischen Landesmuseums Hannover.

## Geschichte und Bedeutung
Die Bezeichnung Goldene Tafel geht auf ein mit Goldblech verkleidetes und mit einer Vielzahl von Edelsteinen und Gemmen verziertes Werk aus dem 12. oder 13. Jahrhundert aus der älteren Klosterkirche auf dem Kalkberg vor den Stadttoren Lüneburgs zurück, das vermutlich als Antemensale zur Verkleidung des Stipes gedient hatte. Während des Lüneburger Erbfolgekriegs wurden 1371 die Burg der Herzöge und das herzogsnahe Kloster auf dem Kalkberg geschleift. Den Benediktinermönchen wurde jedoch Gelegenheit gegeben, die wichtigsten Erinnerungsobjekte mitzunehmen, die sie in dem ihnen zugestandenen Neubau innerhalb der Lüneburger Stadtmauern reintegrierten. Das goldene Antemensale und der über Jahrhunderte gewachsene kostbare Kirchenschatz des Klosters wurden hier aufwendig neu inszeniert, indem sie in das Zentrum des Schreins des neuen Flügelaltarretabels im Hochchor eingefügt wurden, der nach seinem Mittelstück insgesamt als "Goldene Tafel" bezeichnet wurde.
Das Kloster wurde nach der Reformation 1529 als lutherischer Konvent weitergeführt, die Goldene Tafel verlor ihre Funktion im Chordienst. 1656 wurde das evangelische Stift dann in eine Ritterakademie, eine Schule für adligen und patrizischen Nachwuchs, umgewandelt. Die Goldene Tafel stand aber unverändert bis zum Ende des 17. Jahrhunderts an seiner angestammten Position im Hochchor, obwohl sie schon lange nicht mehr liturgisch im Gebrauch war. Regelmäßig kamen Besucher von überall her und ließen sich für einen Taler die Flügel vom Küster öffnen. In der Nacht zum 7. März 1698 wurde die Goldene Tafel von dem deutschlandweit agierenden Kirchenräuber Nickel List und seinen Komplizen beraubt. Mit nachgefeilten Schlüsseln stiegen sie nachts in die Kirche ein und stahlen viele kostbare Reliquiare, über 200 Rubine, Smaragde und Perlen und schnitten mit Spezialwerkzeug das Gold der älteren Goldenen Tafel ab. Eine deutschlandweite Großfahndung führte schließlich zum Erfolg und die Diebe wurden festgenommen und schließlich am 23. Mai 1699 in Celle hingerichtet. Sigismund Hosman, Pfarrer und Superintendent in Celle und der Beichtvater der verurteilten Diebe, veröffentlichte 1700 in Celle mit seinem Buch Fürtreffliches Denck-Mahl Der Göttlichen Regierung [...] eine umfangreiche erzählerische Dokumentation des Raubzuges von konsequent moralisierender Ausrichtung. 
Nach der Beraubung begann eine Phase der detaillierten Dokumentation von St. Michaelis und der Goldenen Tafel durch Kupferstiche von Johann Christoph Boecklin in den Büchern von Hosmann und durch die beiden Gelehrten Johann Ludwig Levin Gebhardi (1699–1764) und seinen Sohn Ludwig Albrecht Gebhardi (1735–1802), die beide an der Ritterakademie in Lüneburg lehrten.
Ende des 18. Jahrhunderts wurde die Kirche  grundlegend umgestaltet und die Goldene Tafel in ihre Einzelteile zerlegt. Der Schrein wurde entsorgt, die kostbaren Edelmetalle von den verbliebenen Reliquiaren abgelöst und verkauft. Die restlichen Teile – die Flügel und die Schatzkunst – gelangten in das neu gegründete Museum der Ritterakademie.
Nach der Auflösung der Ritterakademie 1850 gelangten die Werke der Schatzkunst von der Königlichen Klosterkammer an das Reliquiengewölbe in der Schlosskirche Hannover. Die beiden Flügel waren ebenfalls bereits 1851 dem Verein für die öffentliche Kunstsammlung in Hannover übergeben worden. 1862/1863 wurden die Flügel und der Schatz wieder vereint in dem von König Georg V. bereits 1851 initiierten Welfen-Museum. 1886 gelangten die Werke dann gemeinsam in das Provinzial-Museum.

## Beschreibung

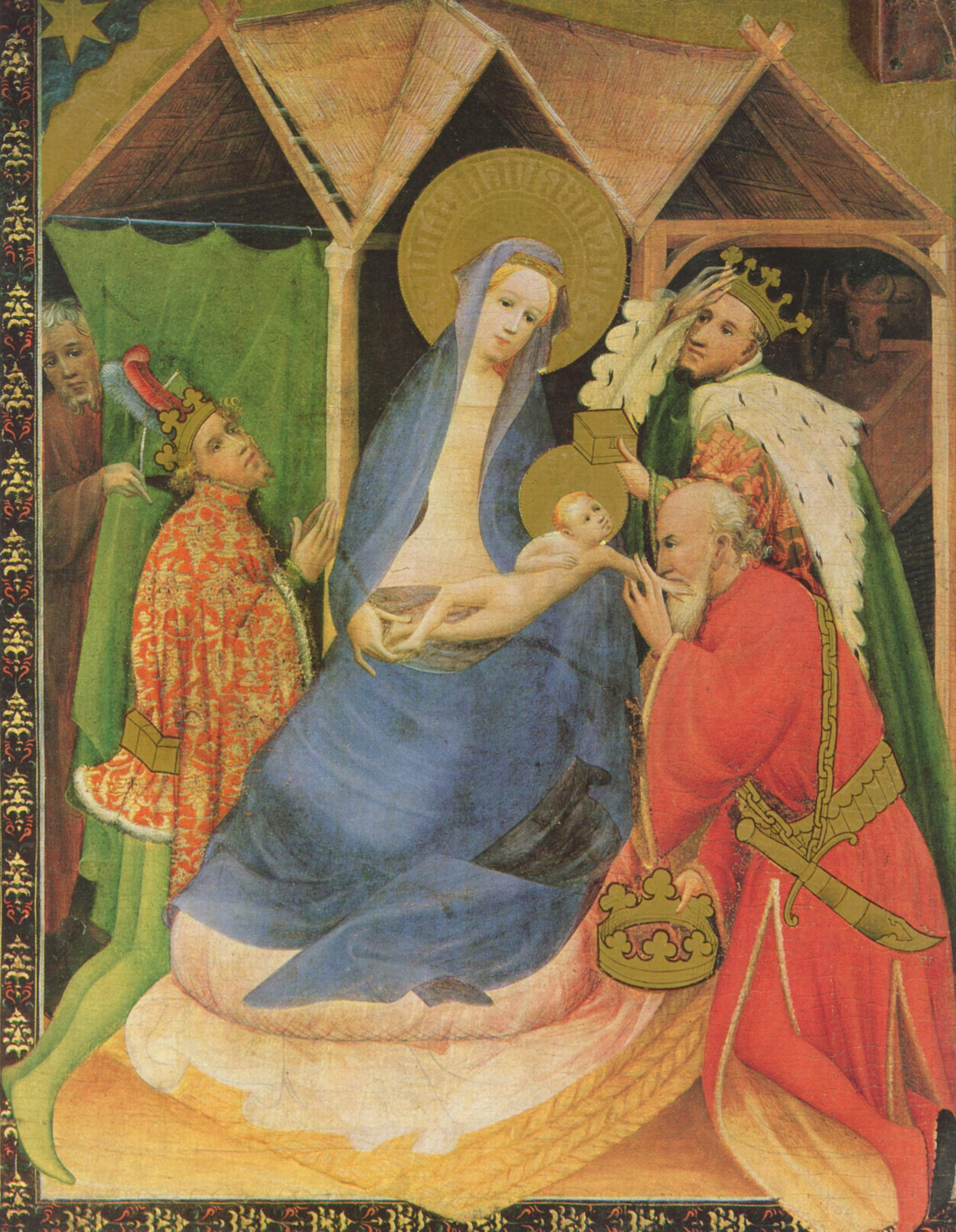
Anbetung der Könige, Innenseite des linken Außenflügels

In geschlossenem Zustand, der Alltagsansicht, ist eine Szene aus dem Alten einer Szene aus dem Neuen Testament gegenübergestellt: Die links gezeigte Aufrichtung und Anbetung der Ehernen Schlange weist somit auf die rechts gezeigte Kreuzigung Christi voraus.
Die erste Wandlung, also die Ansicht, wenn die Flügel an bestimmten Festtagen aufgeklappt wurden, breitet in 36 Szenen, die in drei Spalten von links nach rechts zu lesen sind, das Leben, die Passion und die Auferstehung Christi aus.
Die zweite Wandlung, die an für das Kloster ganz besonders hohen Feiertagen zu sehen war, zeigte den heute verlorenen Schrein mit der älteren Goldenen Tafel im Zentrum und um sie herum in 23 Gefachen den kostbaren Reliquienschatz. Die aufgeschlagenen Flügel der zweiten Wandlung präsentierten jeweils zehn großfigurige Heilige aufgeteilt in zwei Registern, begleitet von sechs kleinen heiligen Frauenfiguren auf der Zwischenebene. Die Heiligen sind in eine aufwendige Schreinarchitektur eingestellt, die genau wie die Gewänder der Schnitzfiguren komplett vergoldet ist. Nur die teilweise hervorscheinenden Innenfutter der Gewänder präsentieren unterschiedliche Farben.

## Forschungs- und Restaurierungsprojekt 2013–2019
In einem dreijährigen Forschungsprojekt im Landesmuseum Hannover wurde die Goldene Tafel umfangreich kunsthistorisch und kunstwissenschaftlich untersucht und damit die Grundlage für die anschließend ebenfalls dreijährige Restaurierung gelegt, die im März 2019 erfolgreich abgeschlossen werden konnte. Die restaurierte Tafel war in der Sonderausstellung Zeitenwende 1400. Die Goldene Tafel als europäisches Meisterwerk vom 27. September 2019 bis 23. Februar 2020 im Landesmuseum Hannover zu sehen.

## Künstler
An dem hochkomplexen Gesamtkunstwerk waren verschiedene Künstler tätig. Schreiner und Bildschnitzer waren für die hochqualitativen Skulpturen und die Schreinarchitektur verantwortlich. Innerhalb der Malereien können mindestens zwei Werkstätten geschieden werden, von denen der erste, ein Maler aus dem Umkreis des Conrad von Soest, die Szenen entwarf und der zweite, vermutlich aus Köln stammende Meister der goldenen Tafel die Malerei ausführte.